# Juan Miguel Rodríguez
Juan Miguel Rodríguez (n. 26 mai 1967, La Habana, Havana Province⁠(d), Cuba) este un trăgător de tir ce a reprezentat Cuba, medaliat olimpic. A participat la 2 ediții ale Jocurilor Olimpice (2004, 2016) în care a câștigat o medalie de bronz.